# Gorjani

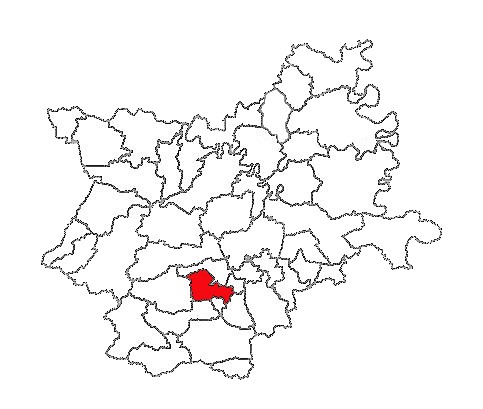
Lage der Gemeinde Gorjani in der Gespanschaft Osijek-Baranja

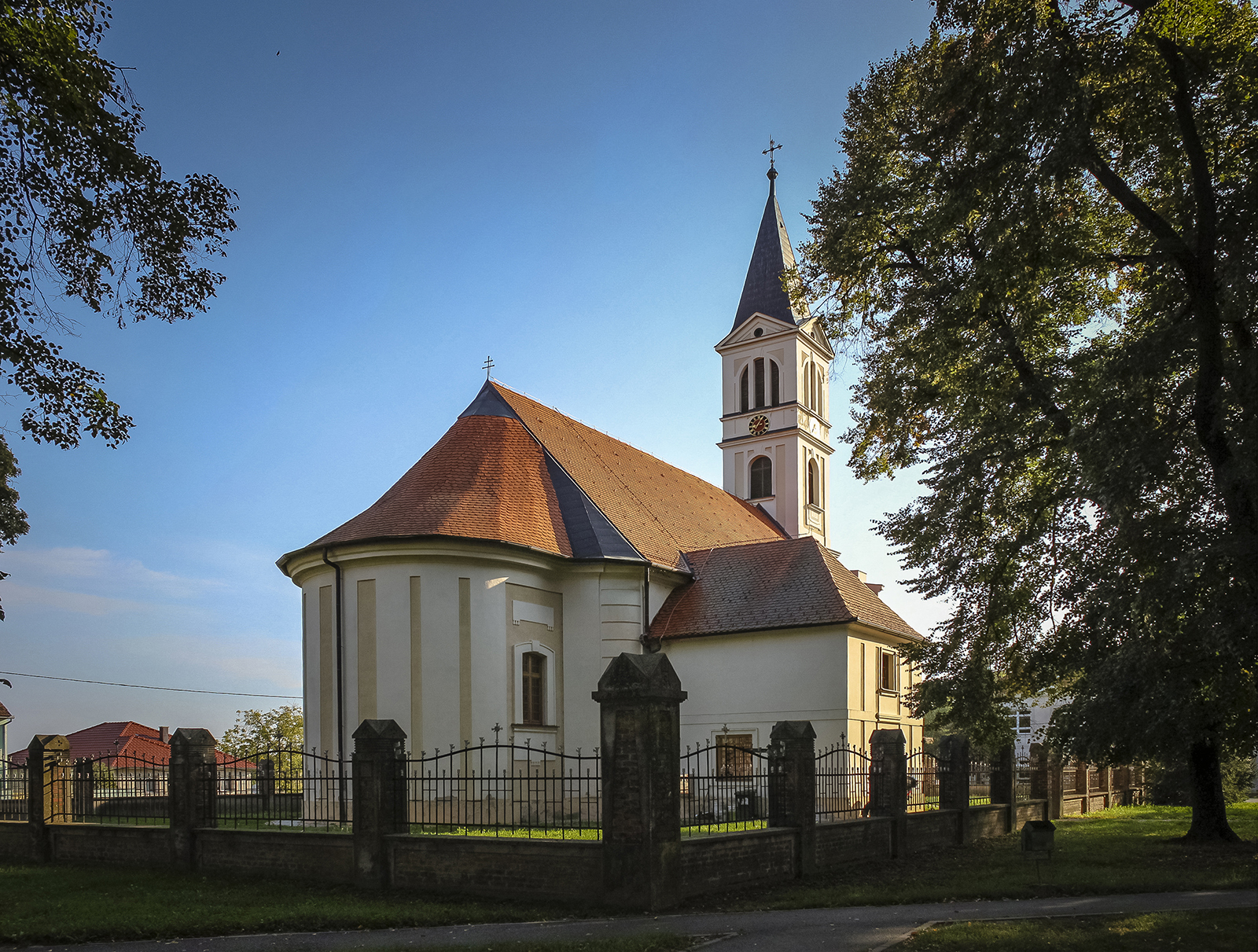
Römisch-katholische Pfarrkirche St. Jakobus

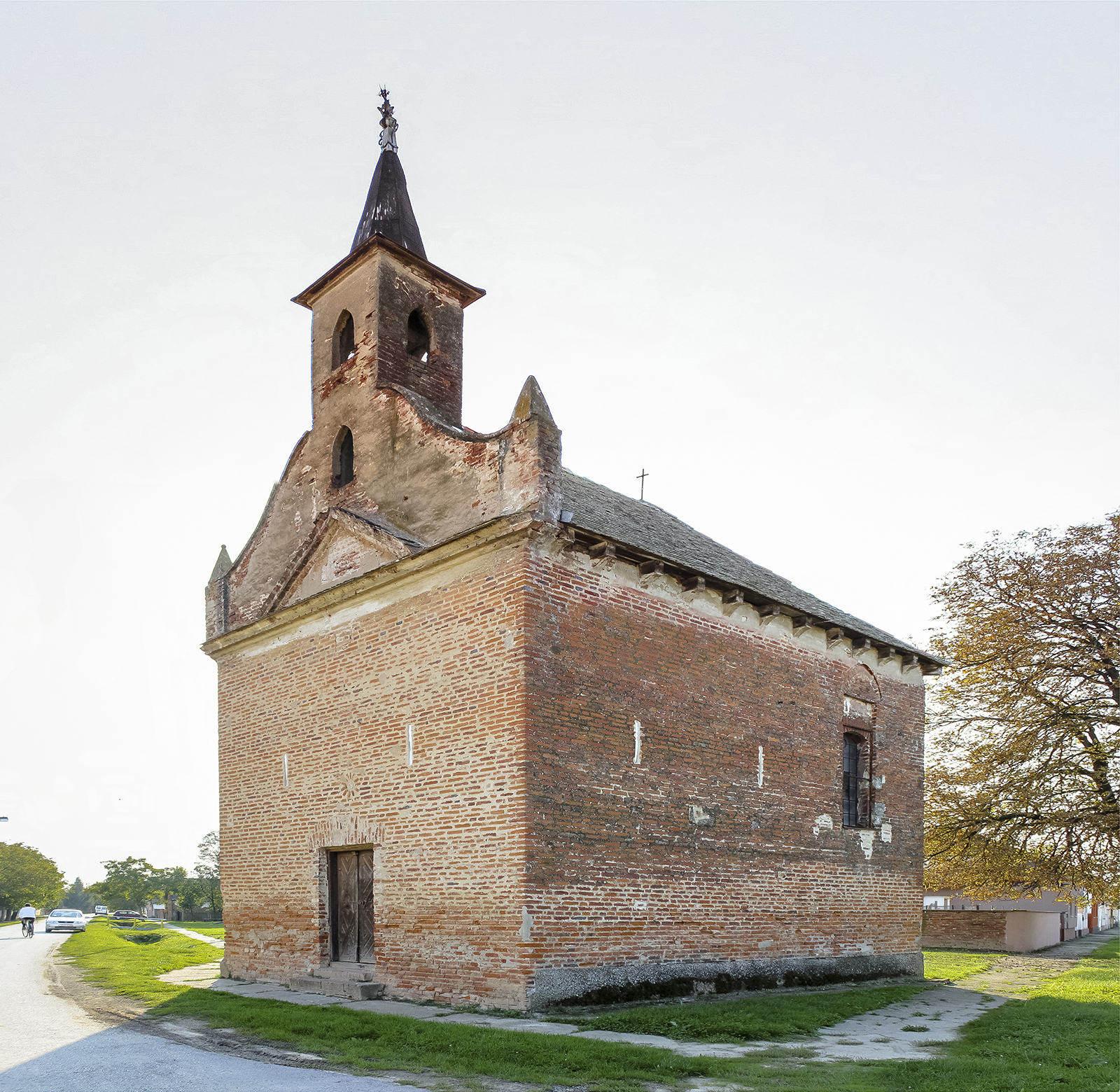
Kapelle der Heiligen Drei Könige

Gorjani (ungarisch Gara, serbisch-kyrillisch Горјани, deutsch Görrach) ist eine kroatische Gemeinde mit 788 Einwohnern (2021) und befindet sich in der Gespanschaft Osijek-Baranja. Administrativ gehört zur Gemeinde noch eine weitere Siedlung.

## Geschichte
Der Ort war schon in vorgeschichtlicher Zeit bewohnt. Auf dem in der Nähe liegenden Hügel Kremenjača wurde eine Siedlung aus der Jungsteinzeit sowie römische Münzen gefunden.
In die Geschichte ist der Ort eingegangen, weil hier 1386 im Krieg zwischen dem rivalisierenden Adel die kroatisch-ungarische Königin Maria und ihre Mutter Elisabeth gefangen genommen wurden.
Von der früheren Burg und ihren Befestigungen ist heute nichts mehr vorhanden, da die Trümmer Anfang des 20. Jahrhunderts als Baumaterial für neuere Bauwerke verwendet wurden.

## Siedlungen der Gemeinde
Laut der letzten Volkszählung von 2021 hatte die Gemeinde Gorjani mit allen Siedlungen zusammen 1245 Einwohner.
- Gorjani – 788
- Tomašanci (Tomasóc) – 457

## Bevölkerung
Die Siedlung hatte 1857 1137 und im Jahr 1910 1911 Einwohner. Laut der Volkszählung von 1910 waren 69 % der Bevölkerung Kroaten und 30 % Deutsche. 1991 waren 96 % der Bevölkerung kroatischer Nationalität. Im Jahr 2011 hatte das Dorf 1.008 Einwohner.
| Bevölkerungsentwicklung | Bevölkerungsentwicklung | Bevölkerungsentwicklung | Bevölkerungsentwicklung | Bevölkerungsentwicklung | Bevölkerungsentwicklung | Bevölkerungsentwicklung | Bevölkerungsentwicklung | Bevölkerungsentwicklung | Bevölkerungsentwicklung | Bevölkerungsentwicklung | Bevölkerungsentwicklung | Bevölkerungsentwicklung | Bevölkerungsentwicklung | Bevölkerungsentwicklung | Bevölkerungsentwicklung | Bevölkerungsentwicklung |
| ----------------------- | ----------------------- | ----------------------- | ----------------------- | ----------------------- | ----------------------- | ----------------------- | ----------------------- | ----------------------- | ----------------------- | ----------------------- | ----------------------- | ----------------------- | ----------------------- | ----------------------- | ----------------------- | ----------------------- |
| 1857                    | 1869                    | 1880                    | 1890                    | 1900                    | 1910                    | 1921                    | 1931                    | 1948                    | 1953                    | 1961                    | 1971                    | 1981                    | 1991                    | 2001                    | 2011                    | 2021                    |
| 1.137                   | 1.471                   | 1.663                   | 1.737                   | 1.707                   | 1.911                   | 1.807                   | 2.132                   | 1.936                   | 1.886                   | 1.965                   | 1.616                   | 1.361                   | 1.267                   | 1.168                   | 1.008                   | 788                     |

## Sehenswürdigkeiten
- Die römisch-katholische Pfarrkirche des Hl. Jakobus wurde 1788 erbaut und der Glockenturm wurde erst 1849 fertiggestellt. Das Gotteshaus ist ein einschiffiges Bauwerk mit einem polygonalen Altarraum und einer Bodensakristei an der Nordostseite des Altarraums.[5]
- Die Grundmauern der römisch-katholischen Kapelle der Heiligen Drei Könige stammt bereits aus dem Mittelalter. Der Turm wurde von den Türken während der türkischen Herrschaft gebaut und 1837 vom damaligen Pfarrer Adam Filipović in eine Kapelle umgewandelt.[6]

## Folklore
An Pfingstsonntag versammeln sich Mädchen zur Prozession der Königinnen in traditionellen festlichen Kleidern. Jede Gruppe besteht aus etwa zehn Kraljevi (Königen), die Säbel und hohe, blumengeschmückte Hüte tragen, und etwa fünf mit weißen Diademen geschmückten Kraljice (Königinnen). Nach einer Segnung in der Kirche geht die Prozession singend durch das Dorf. Gelegentlich machen sie an Häusern oder Höfen Station, wo die Könige, begleitet vom Gesang der Königinnen und Musikanten, im Kreis tanzen und rituell fechten. Dafür erhalten sie Erfrischungen. Die Liedtexte werden dabei an die Situation im gastgebenden Haus  angepasst. 
2009 wurde diese Tradition in die UNESCO-Liste des immateriellen Kulturerbes der Menschheit aufgenommen.